# Венесуэльско-греческие отношения
Венесуэльско-греческие отношения — двусторонние дипломатические отношения между Венесуэлой и Грецией. Греция представлена в Венесуэле через своё посольство в Каракасе и почётное консульство в Маракайбо. Венесуэла имеет посольство в Афинах и почётное консульство в Пирее. Обе страны являются полноправными членами Организации Объединённых Наций (ООН).
Согласно официальной оценке МИД Греции, отношения между двумя странами очень хорошие.
В феврале 2019 года правительство Греции во главе с премьер-министром Греции Алексисом Ципрасом отказалось следовать за большей частью западного мира, тем самым не признав лидера оппозиции Хуана Гуайдо временным президентом Венесуэлы. Однако в июле 2019 года следующий премьер-министр Греции Кириакос Мицотакис признал лидера венесуэльской оппозиции Хуана Гуайдо временным президентом своей страны.

## Греки в Венесуэле
По данным консульства Венесуэлы, население греческой общины составляет около 3 000 человек, большинство из которых заняты в торговле, финансах и бизнесе. В основном в Каракасе существуют организованные греческие общины (более мелкие в Валенсии), где преподают греческий язык и действуют греческие православные церкви.